# David Millar

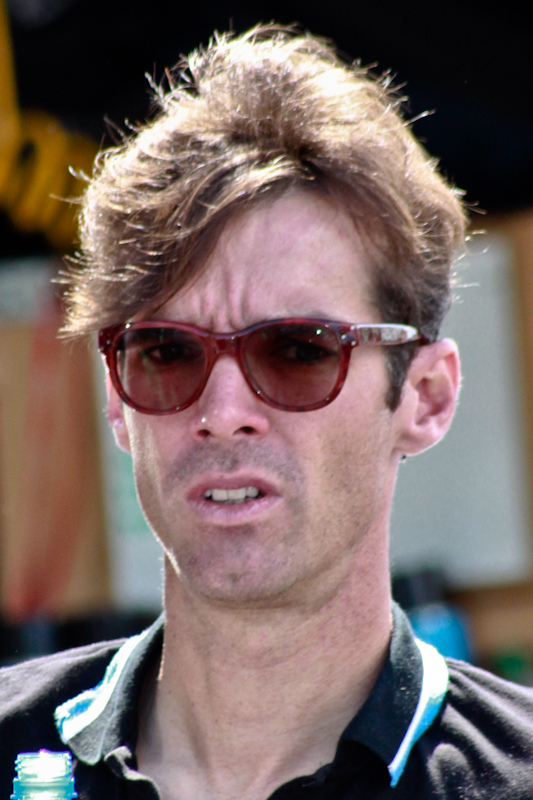
David Millar bei der Tour de Romandie 2011

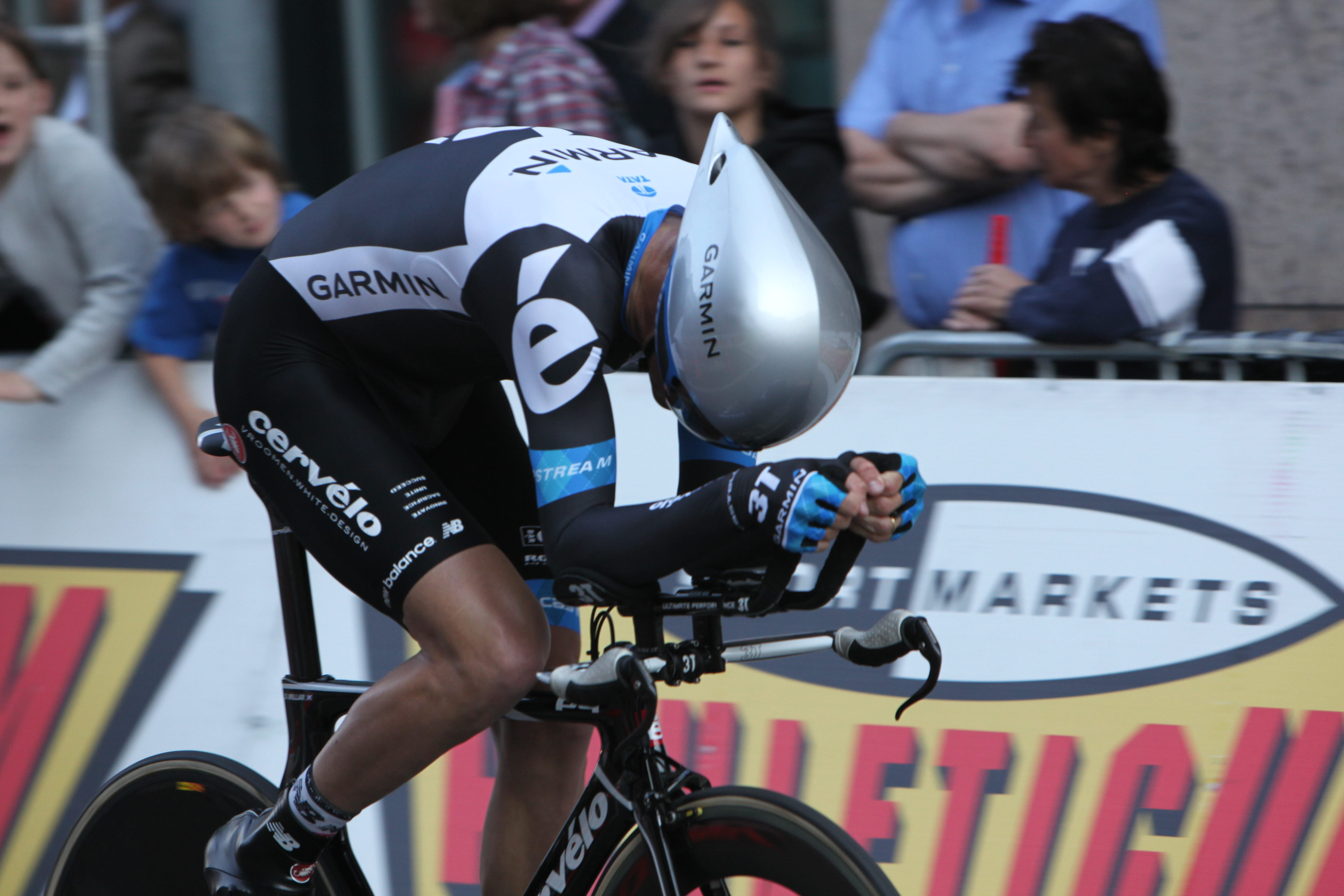
David Millar bei der Tour de Romandie 2011

David Millar (* 4. Januar 1977 in Mtarfa, Malta) ist ein ehemaliger schottischer Radrennfahrer. Er galt als einer der stärksten Zeitfahrer seiner Generation. Im Jahr 2004 wurde er des Dopings überführt.

## Karriere
1997 wurde David Millar Radprofi bei der französischen Équipe Cofidis. 1999 gewann er das Rennen Isle of Man International (auch Manx Trophy), das eines der traditionsreichsten internationalen Straßenrennen in Großbritannien war. Bei der Tour de France 2000 konnte Millar die erste Etappe – ein Einzelzeitfahren über 16,5 km – für sich entscheiden und trug in der Folge für drei Tage das Gelbe Trikot. In den folgenden Jahren gewann er Etappen bei der Tour de France (einmal 2002, einmal 2003) und bei der Vuelta a España (zweimal 2001, einmal 2003).
Das Jahr 2003 war schließlich das bis dahin erfolgreichste von Millars Laufbahn: Bei der Jubiläums-Tour de France 2003 verpasste er nur aufgrund von technischen Problemen den Sieg bei dem (unter dem Pariser Eiffelturm gestarteten) Prolog in Paris. Im Herbst gewann er das Einzelzeitfahren der Weltmeisterschaften von Hamilton (Ontario), nachdem er in derselben Disziplin schon 2001 Zweiter hinter Jan Ullrich geworden war. Zudem gewann er die Tour de Picardie.
Im Sommer 2004 gab David Millar nach polizeilichen Verhören im Rahmen der Cofidis-Affäre die Einnahme von EPO zur unerlaubten Leistungssteigerung zu. Ihm wurde daraufhin nachträglich sein Zeitfahrweltmeistertitel von 2003 aberkannt und dem Australier Michael Rogers zugesprochen; vom Team Cofidis wurde er entlassen. Er wurde bis zum 23. Juni 2006 gesperrt.
In den nächsten Jahren wandte sich Millar offensiv gegen Doping und setzte sich in seiner 2012 erschienenen Autobiografie Vollblutrennfahrer mit seiner eigenen Dopingvergangenheit auseinander.
Nach seiner zweijährigen Sperre bestritt Millar für das Team Saunier Duval die Tour de France 2006 und gewann anschließend das Einzelzeitfahren bei der Vuelta a España 2006. Im März 2007 folgte der Sieg im Prolog von Paris–Nizza. Zudem wurde er zweifacher britischer Meister, im Straßenrennen wie im Einzelzeitfahren, nachdem er schon im Jahr zuvor britischer Meister in der Einerverfolgung auf der Bahn geworden war. Seit der Saison 2008 fuhr Millar für das US-amerikanische Team Garmin-Chipotle bzw. dessen Nachfolgeteams. Bei der Vuelta a España 2009 wurde er Zweiter der siebten Etappe, einem Einzelzeitfahren, hinter dem Schweizer Fabian Cancellara, und gewann das Zeitfahren der 20. Etappe. 2010 gewann er beim Critérium International das abschließende Zeitfahren. 2010 gewann er das Einzelzeitfahren der Männer bei den Commonwealth Games und Bronze im Straßenrennen. Beim Giro d’Italia 2011 fuhr er zwei Tage im Maglia Rosa.
Nach dem Straßenrennen der Weltmeisterschaften 2014 beendete Millar seine Karriere als Radprofi.

## Privates
Millar, Sohn eines Royal-Air-Force-Piloten, wuchs in Hongkong auf. Er ist nicht verwandt mit seinem schottischen Namensvetter, dem ehemaligen Radrennfahrer Robert Millar.

## Erfolge
- 1997
  - Prolog Tour de l’Avenir
- 1998
  - eine Etappe Driedaagse van De Panne
  - Prolog und eine Etappe Tour de l’Avenir
- 2000
  - eine Etappe Route du Sud
  - eine Etappe Tour de France
- 2001
  - Gesamtwertung und zwei Etappen Circuit Cycliste Sarthe
  - eine Etappe Euskal Bizikleta
  - Gesamtwertung und eine Etappe Post Danmark Rundt
  - zwei Etappen Vuelta a España
- 2002
  - eine Etappe Tour de France
- 2003
  - Prolog Driedaagse van West-Vlaanderen
  - Gesamtwertung Tour de Picardie
  - eine Etappe Tour de France
  - eine Etappe Burgos-Rundfahrt
  - eine Etappe Vuelta a España
- 2006
  -  Britischer Meister – Einerverfolgung
  - eine Etappe Vuelta a España
- 2007
  - Prolog Paris–Nizza
  -  Britischer Meister – Einzelzeitfahren
  -  Britischer Meister – Straßenrennen
- 2008
  - Mannschaftszeitfahren Giro d’Italia
- 2009
  - eine Etappe Vuelta a España
- 2010
  - eine Etappe Critérium International
  - Gesamtwertung und eine Etappe Driedaagse van De Panne-Koksijde
  -  Weltmeisterschaft – Einzelzeitfahren
  -  Commonwealth Games – Straßenrennen
  -  Commonwealth Games – Einzelzeitfahren
  - Chrono des Nations
- 2011
  - eine Etappe Giro d’Italia
  - Mannschaftszeitfahren Tour de France
- 2012
  - eine Etappe Tour de France

## Grand Tours-Platzierungen
| Grand Tour      | 2000 | 2001 | 2002 | 2003 | 2004 | 2005 | 2006 | 2007 | 2008 | 2009 | 2010 | 2011 | 2012 | 2013 | 2014 |
| --------------- | ---- | ---- | ---- | ---- | ---- | ---- | ---- | ---- | ---- | ---- | ---- | ---- | ---- | ---- | ---- |
| Giro d’Italia   | -    | -    | -    | -    | -    | -    | -    | -    | 94   | DNF  | DNF  | 100  | -    | DNF  | -    |
| Tour de France  | 62   | DNF  | 68   | 55   | -    | -    | 58   | 69   | 68   | 85   | 158  | 76   | 106  | 113  | -    |
| Vuelta a España | -    | 64   | DNF  | 102  | -    | -    | 64   | -    | -    | 80   | 109  | -    | -    | -    | 144  |

## Teams
- 1997 – 31. Juli 2004 Cofidis-Le Crédit par Téléphone
- 24. Juni 2006 – 2007 Saunier Duval-Prodir
- 2008 – 2014  Garmin

## Publikationen
- Mit Jeremy Whittle: Vollblutrennfahrer. Meine zwei Karrieren als Radprofi. Covadonga Verlag, Bielefeld 2012, ISBN 978-3-936973-71-6
- Auf der Straße: Eine Saison im Profipeloton. Covadonga Verlag, Bielefeld 2016, ISBN 978-3-95726-010-9